# National Bank of Greece
National Bank of Greece (Banca Națională a Greciei) este o bancă comercială din Grecia, cu sediul la Atena. Fondată în 1824, are subsidiare în 18 țări din Europa, Africa și Asia.

## National Bank of Greece în România
În 2003, grupul National Bank of Greece a achiziționat 81,6% din capitalul social al Băncii Românești de la Fondul Româno-American pentru Investiții. Astfel, în 2010, grupul National Bank of Greece era prezent în România prin: Banca Românească, ETEBA Romania, Societatea de Asigurare - Reasigurare Garanta și NBG Leasing IFN.
În 2019 National Bank of Greece a vândut către banca de stat EximBank participația sa la Banca Românească. Ulterior, National Bank of Greece a vândut în 2021 și divizia sa de asigurări, Ethniki, prin care controla Garanta Asigurări.